# سياسة اليابان

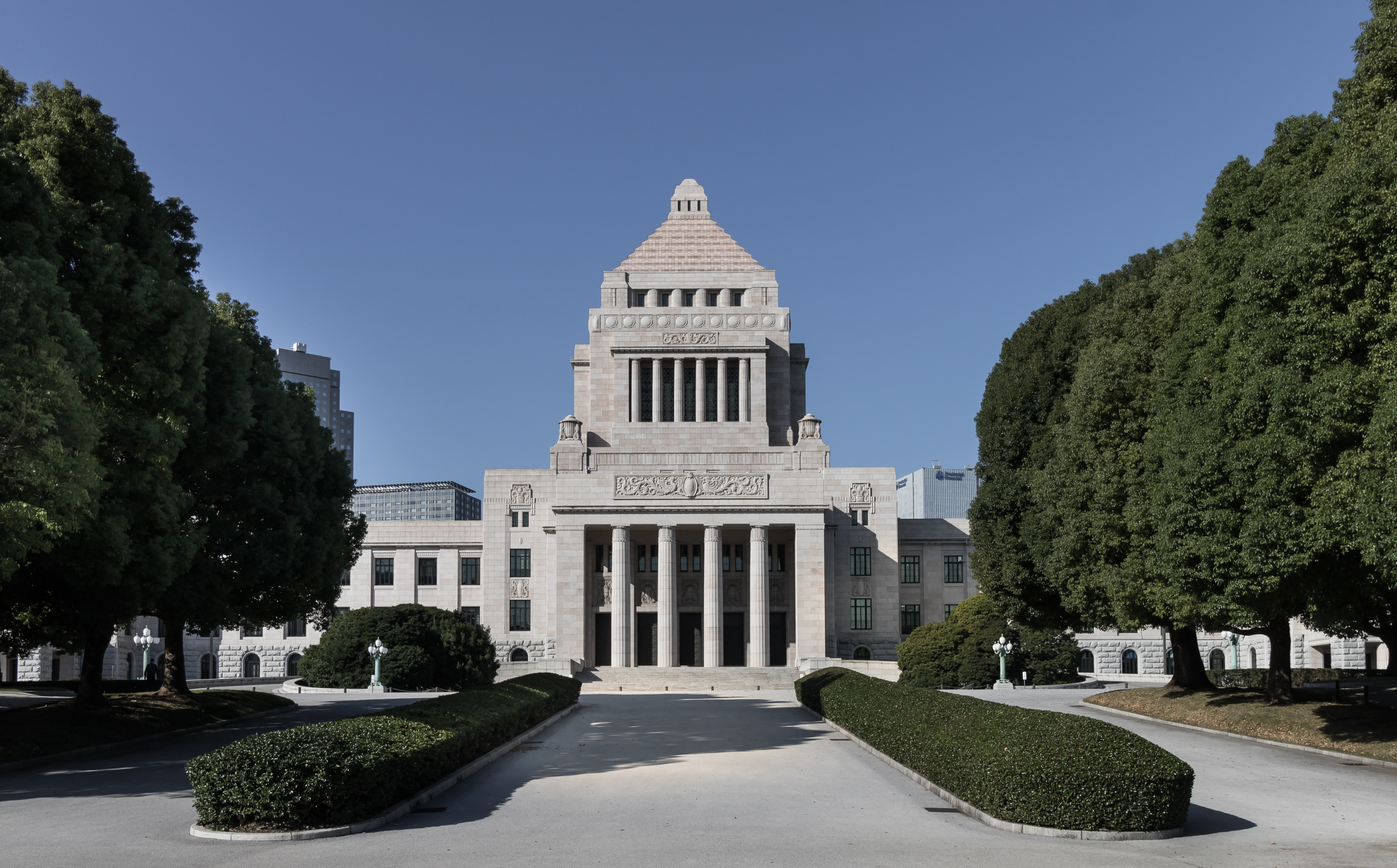

السياسة في اليابان تقوم على أسس ديمقراطية ضمن نظام حكم ملكي دستوري، حيث يكون رئيس الوزراء على رأس الحكومة في السلطة التنفيذية. أما السلطة التشريعية فيمثلها البرلمان المؤلف من مجلسين، مجلس النواب ومجلس المستشارين. أما السلطة القضائية فهي مستقلة عن السلطة التشريعية والتنفيذية.

## الإمبراطور
لا صلاحيات فعلية له، ولكن الدستور ينص على أنه يعدّ رمزاً للدولة ولوحدة الشعب. وعلى الرغم من أن لا سلطة له فعلية إلا أن له دور كما أنه على رأس الحكم في اليابان حيث يحضر جلسات افتتاح البرلمان السنوية ويقوم بالمصادقة على تعيين رئيس الوزراء وقبول سفراء الدول الأجنبية، إلا أن هذه الأعمال لا تتعدى كونها رسميات.

## السلطة التنفيذية
يترأسه رئيس الوزراء ووزراء يبلغ عدد 14 كحد أعظمي.
يتم تعيين رئيس الوزراء الياباني من قبل إمبراطور اليابان بناء على توصية البرلمان كأحد أعضاء البرلمان وأن يحصل على ثقة مجلس النواب بشكل دائم للبقاء في منصبه. ويقوم رئيس الوزراء بتعيين وعزل الوزراء.
مجلس الوزراء الياباني بشكله الحالي بنا على دستور اليابان الذي وضع بعد الحرب العالمية الثانية، قبل ذلك بدأ مجلس الوزراء تحت دستور ميجي لكنه كان يتبع لسلطة الإمبراطور.

## السلطة التشريعية
هو المؤسسة التشريعية في اليابان. يتكون البرلمان الياباني من مجلس النواب (衆議院 شوغيين) ومجلس الشيوخ أو مجلس المستشارين (参議院 سانغيين)، يتم انتخاب كلا المجلسين بشكل مباشر عن طريق نظام تصويت متوازي.
بالإضافة إلى المصادقة على القوانين فإن البرلمان الياباني مسؤول عن اختيار رئيس الوزراء.
تم تأسيس البرلمان الياباني باسم البرلمان الإمبراطوري عام 1889 كنتيجة لإصلاح ميجي، وتحول البرلمان الياباني إلى شكله الحالي عام 1947 بعد إقرار دستور اليابان لما بعد الحرب، ويعتبر هو أعلى سلطة في الدولة.

## القطاع القضائي
يضمن النظام القضائي الياباني بحسب دستور اليابان الذي وضع بعد الحرب العالمية الثانية على أن «جميع القضاة يجب أن يكونوا مستقلين في أفعالهم وأحكامهم وأن يعتمدوا على الدستور والقوانين فقط»، ولا يمكن إزالتهم من مناصبهم «إلا إذا تم توضيح عدم أهليتهم عقلياً أو فيزيائيا للقيام بأعمالهم» كما أنه لا يمكن إنزال العقوبات بهم من قبل السلطة التنفيذية. من الممكن فقط إزالة قاضي المحكمة العليا بأغلبية الاستفتاء الذي يجري بعد الانتخابات العامة بعد تعيين القاضي.

## الأحزاب السياسية
يوجد في اليابان العديد من الأحزاب السياسية تحت مظلة الديمقراطية الليبرالية بانتخابات حرة وعادلة. سيطر الحزب الليبرالي الديمقراطي منذ الحرب العالمية الثانية على الحكم في البلاد، قبل أن تتحول السلطة إلى الحزب الديمقراطي في عام 2009.

## انتخابات
في نظام الانتخابات الياباني هناك ثلاث أنواع من الانتخابات: الانتخابات العامة لمجلس النواب التي تعقد كل أربع سنوات (ما لم يحل المجلس قبل المدة القانونية)، وانتخابات مجلس المستشارين التي تعقد كل ثلاث سنوات لاختيار نصف عدد أعضاء المجلس، بالإضافة إلى الانتخابات المحلية التي تعقد كل أربع سنوات لاختيار رؤساء القرى والبلديات والمحافظين. يتم الإشراف على الانتخابات في كل دائرة انتخابية من قبل دائرة الانتخابات المحلية بموجب قانون الانتخابات المحلية الوطني.

## دستور اليابان
هو الوثيقة الدستورية الأساسية في اليابان منذ عام 1947، يعمل الدستور على إرساء نظام برلماني للحكومة ويضمن الحقوق الأساسية. بموجب نص الدستور فإن إمبراطور اليابان هو «رمز الدولة ووحدة الشعب» وله دور رمزي دون أي سلطات حكم أو ملكية، ولذلك وعلى عكس الملوك الأخرى فهو ليس حاكم الدولة على الرغم من أنه يعامل ويحترم كما لو أنه كذلك. كما أن الدستور الحالي المعروف باسم «دستور السلام» (平和憲法، هيوا كينبو) بسبب دحره لفكرة إعلان الحرب في اليابان بحسب الفقرة التاسعة منه.
تم كتابة الدستور الياباني في فترة احتلال اليابان بعد الحرب العالمية الثانية بهدف استبدال الملكية المطلقة العسكرية بنظام ديمقراطي ليبرالي.

## وصلات خارجية
- النشرة الإلكترونية للدراسات اليابانية المعاصرة (بالإنجليزية)
- موقع JapanesePolitics نسخة محفوظة 6 فبراير 2016 على موقع واي باك مشين. (بالإنجليزية)